# Leon Miszewski
Leon Miszewski (ur. 26 września 1887 w Brusach, zm. 25 stycznia 1930 w Gdańsku) – polski duchowny katolicki, działacz społeczny i polityczny w Wolnym Mieście Gdańsku, poseł do Volkstagu (1927–1930), prezes Gminy Polskiej w Wolnem Mieście Gdańsku (1928–1930).

## Życiorys
Od 1914 pracował jako duszpasterz w kościele św. Ignacego w Starych Szkotach. Od 1919 pozostawał w składzie pięcioosobowej Komisji Szkolnej powołanej przez Naczelną Radę Ludową w Gdańsku, a od 1921 zasiadał w zarządzie Macierzy Szkolnej w Gdańsku. Po utworzeniu w 1922 Gimnazjum Polskiego został jego prefektem i doprowadził do otwarcia w 1924 w budynku szkolnym kaplicy, w której odprawiano nabożeństwa polskie. W znalazł się wśród założycieli Ligi Katolickiej w Gdańsku. W wyborach z 13 listopada 1927 wybrany do Volkstagu III kadencji. 
Od 7 grudnia 1927 wiceprezes, od września 1928 do śmierci prezes zarządu Gminy Polskiej. W czerwcu 1929 wraz z innymi działaczami gdańskimi wystosował do rządu RP memoriał pod nazwą "Tragiczne położenie Polonii gdańskiej", w którym uskarżał się na brak realnej pomocy rządu w Warszawie dla tamtejszych Polaków. 
Pogrzeb księdza Miszewskiego 29 stycznia 1930 stał się wielką manifestacją narodową Polaków w Gdańsku. Jego grób znajduje się na cmentarzu św. Ignacego w Gdańsku, przy kościele św. Ignacego. Po wojnie nazwano jego nazwiskiem jedną z ulic we Wrzeszczu.

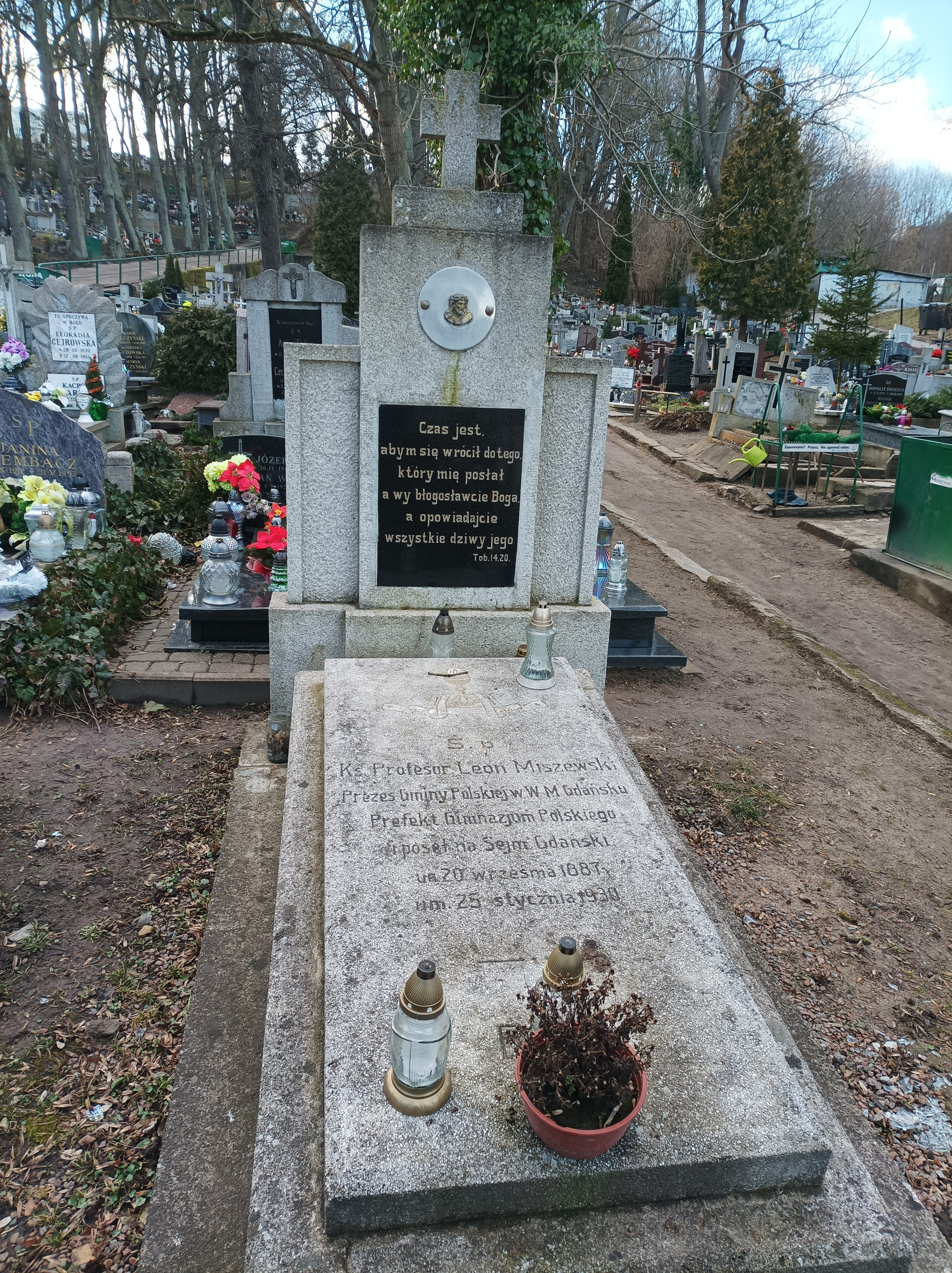
Grób ks. Leona Miszewskiego